# Charles White

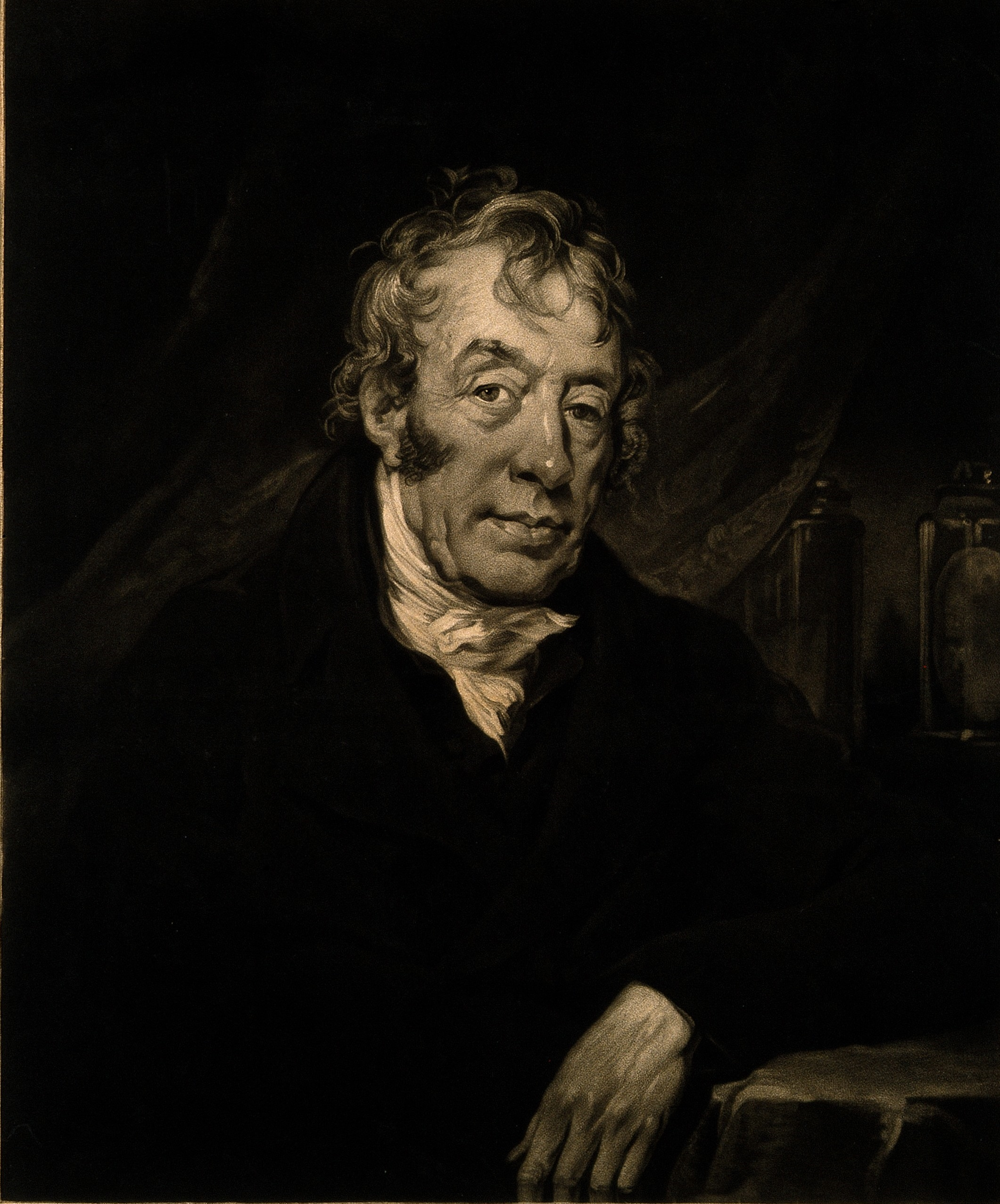
Charles White.

Charles White (4 de outubro de 1728 – 20 de fevereiro de 1813) foi um médico inglês que co-fundou a Enfermaria Real de Manchester, junto com o industrialista local Joseph Bancroft. White foi um cirurgião capaz e inovador que fez contribuições significativas no campo da obstetrícia.
White manteve o corpo mumificado de uma de suas pacientes em uma sala de sua casa em Sale por 55 anos, provavelmente porque, em parte, ela tinha um medo patológico de ser enterrada viva.